# Hällabomossen
Hällabomossen är ett naturreservat i Lindesbergs kommun i Örebro län.
Området är naturskyddat sedan 2009 och är 92 hektar stort. Reservatet som i norr omfattar myren med detta namn, består av barr- och sumpskogar omkring myrmarkerna.